# 相虹
相虹（1959年—），中国大陆女演员，她凭借电视剧《生命的故事》获1984年中国电视剧飞天奖优秀女演员。

## 生平
相虹1959年出生于北京西城区，从小就是文艺积极分子，1974年，在北京三十五中就读期间，导演李文化筹拍新作《决裂》，相中其出演“曹小妹”一角，这也是她首次登上大银幕。1976年，考入中国广播艺术团电视剧团，1980年，在剧情片《迟到的春天》出演女主角“曹晓培”，在演艺圈崭露头角。1983年，与葛存壮合作拍摄了首部电视剧《生命的故事》，凭借“玲玲”一角迅速走红，成为当时炙手可热的电视明星，并获得了第2届大众电视金鹰奖“优秀女主角”、第4届电视剧飞天奖“优秀女演员”。1985年，与音乐家邵恩相识、结婚。1988年，在事业巅峰时期宣布息影，随丈夫移居英国。